# Amyris thyrsiflora
Amyris thyrsiflora là một loài thực vật có hoa trong họ Cửu lý hương. Loài này được Turcz. mô tả khoa học đầu tiên năm 1858.